# Niusza
Niusza (ros. Ню́ша), właściwie Anna Władimirowna Szuroczkina (ros. Анна Владимировна Шурочкина; ur. 15 sierpnia 1990 w Moskwie) – rosyjska piosenkarka, autorka piosenek, producent muzyczny i aktorka.

## Życiorys

### Wczesne lata
Urodziła się w Moskwie w rodzinie o tradycjach muzycznych. Jest córką Władimira Szuroczkina (ur. 12 kwietnia 1966), byłego członka zespołu Laskowyj Maj, oraz Iriny Szuroczkiny, byłej wokalistki rockowej. Ma dwójkę rodzeństwa: siostrę Marię i brata Iwana. Ich rodzice rozwiedli się w 1992.
W wieku pięciu lat po raz pierwszy pojawiła się w studiu nagraniowym, gdzie nagrała utwór „Piesenka balszoj miedwiedczy”. Jako jedenastolatka zaczęła występować z zespołem Grizli, z którym koncertowała po Rosji i Niemczech. W wieku siedemnastu lat zaczęła posługiwać się pseudonimem scenicznym Niusza.

### Kariera

#### 2008–2011:Wybirat cudo

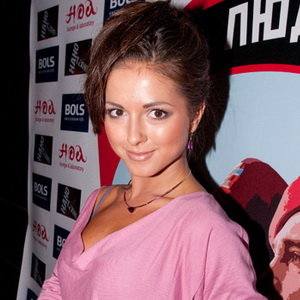
Niusza, 2011

W 2008 wzięła udział w międzynarodowym konkursie Nowa Fala 2008, w którym zajęła siódme miejsce. W 2009 wydała swój debiutancki singiel „Woju na łunu”, który został uznany za „piosenkę roku”. W 2010 zaprezentowała singiel „Nie pieriebiwaj”, który stał się przebojem w Rosji. W tym czasie otrzymała nominację do nagrody „Muz-TV 2010” w kategorii „Debiut roku”, a także wydała swój debiutancki album studyjny, zatytułowany Wybirat cudo. Trzeci singiel z płyty, tytułowy utwór, dotarł do pierwszego miejsca krajowej listy przebojów.
W 2011 Niusza wydała dwa nowe single z płyty: „Bolno” i „Wysze”. Oba dotarły na szczyt notowań w kraju. W tym samym roku wydała piosenkę „Plus pres”, którą nagrała w duecie z francuskim piosenkarzem Gillesem Luką. W tym czasie była nominowana do nagrody „Muz-TV 2011” w kategoriach: „Najlepsza piosenkarka” i „Najlepszy album”. W październiku wygrała Europejską Nagrodę Muzyczną MTV dla najlepszego rosyjskiego wykonawcy, dzięki czemu nominowana była do nagrody dla najlepszego europejskiego wykonawcy.

#### 2012–2014:Оbiedinenie
Pod koniec kwietnia 2012 zagrała koncert w moskiewskiej Crocus City Hall, na którym premierowo wykonała dwa nowe utwory: „Wospominanie” i „Obiedinenie”, a także wystąpiła w duecie ze swoim ojcem. W tym samym roku zdobyła nominację do nagrody „Muz-TV 2012” w dwóch kategoriach: „Najlepsza piosenkarka” i „Najlepszy utwór” (za piosenkę „Wysze”), w której ostatecznie wygrała. W tym czasie singiel „Wospominanie” dotarł do pierwszego miejsca na listach przebojów w Rosji i na Ukrainie, przez 19 tygodni był też na szczycie notowania „TopHit Weekly Audience Choice”.
Pod koniec listopada zaprezentowała teledysk do singla „Eto Nowyj God”, który znalazł się na oficjalnej ścieżce dźwiękowej do filmu Królowa Śniegu, w którym wcieliła się w rolę Gerdy. W grudniu odebrała statuetkę Złotego Gramofonu (za piosenkę „Wospominanie”) oraz dyplom na festiwalu Piosenka Roku 2012 (za utwór „Wysze”). 

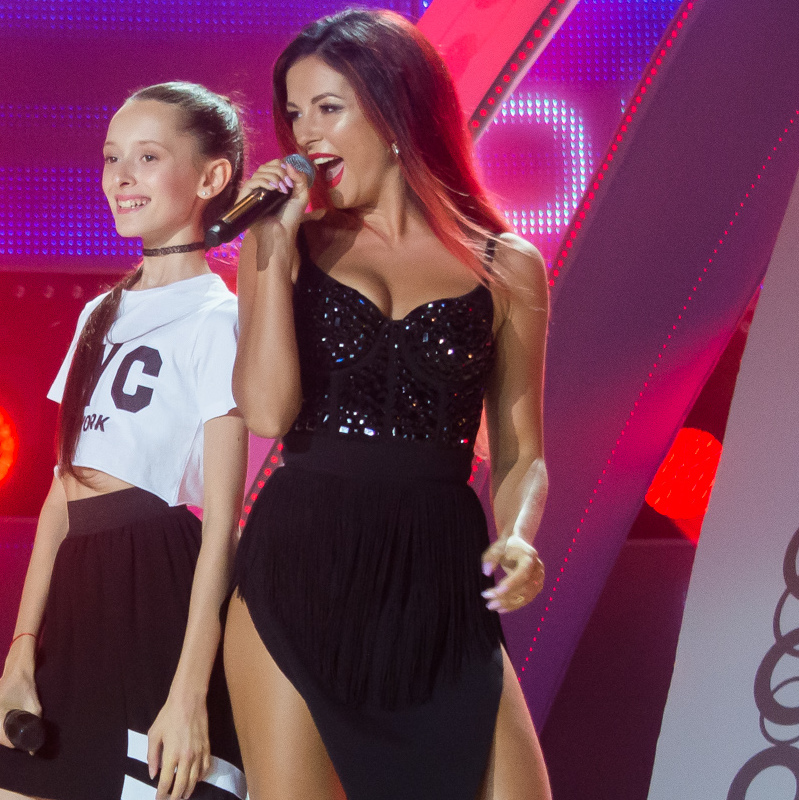
Niusza podczas występu na dziecięcym festiwalu „Nowa Fala”, 2016

W marcu 2013 wydała utwór „Najedine”, będący drugim singlem zapowiadającym jej nowy album studyjny. Jesienią wzięła udział w czwartej edycji programu telewizji Pierwyj kanał Liednikowyj pieriod, będącym rosyjską wersją formatu Dancing on Ice. Jej partnerem tanecznym został Maksim Szabalin, z którym odpadła w dwunastym odcinku. W tym samym roku była nominowana do Europejskiej Nagrody Muzycznej MTV dla najlepszego rosyjskiego wykonawcy.
W lutym 2014 wydała singiel „Tolko” oraz rozpoczęła przedsprzedaż drugiej płyty studyjnej, zatytułowanej Оbiedinenie, która miała premierę 22 kwietnia. Album został wydany w wersji podstawowej oraz rozszerzonej z dodatkowymi utworami. Niusza po raz drugi zdobyła Europejską Nagrodę Muzyczną MTV dla najlepszego rosyjskiego wykonawcy, dzięki czemu była nominowana do nagrody dla najlepszego europejskiego wykonawcy.

#### 2015–2019: Kolejne single
Od 2015 regularnie wydaje kolejne single: „Gdie ty, tam ja” i „#JaNarut” (nagrany wraz z Timatim i Jegorem Kridem) w 2015, „Celuj” i „Tiebia ljubit” w 2016 oraz anglojęzyczny „Always Need You” z 2017.

### Życie prywatne
W styczniu 2017 poślubiła Igora Siwowa.

## Dyskografia

### Albumy studyjne
- Cudo (2010)
- Оbiedinenie (2014)
- Solaris Es (2020)